# Свенсгор, Карстен
Ка́рстен Све́нсгор (дат. Carsten Svensgaard; род. 3 января 1975, Хольстебро, Рингкёбинг) — датский кёрлингист, первый команды Дании на зимних Олимпийских играх 2002.

## Достижения
- Чемпионат Европы по кёрлингу: серебро (1997, 1999, 2000), бронза (2003).
- Чемпионат Дании по кёрлингу среди мужчин: золото (1999, 2000, 2002, 2003, 2006).
- Чемпионат Дании по кёрлингу среди юниоров: золото (1993).

## Команды
| Сезон   | Четвёртый         | Третий           | Второй           | Первый             | Запасной Тренер                                                                                                   | Турниры                                          |
| ------- | ----------------- | ---------------- | ---------------- | ------------------ | --- | ------------------------------------------------ |
| 1992—93 | Torkil Svensgaard | Лассе Дамм       | Kenny Tordrup    | Карстен Свенсгор   | Rene Hojbjerg | ЧДЮ 1993 · ЧМЮ 1993 (7 место)                    |
| 1996—97 | Ульрик Шмидт      | Лассе Лаурсен    | Хансен, Брайан   | Ульрик Дамм        | Карстен Свенсгор тренер: Билл Кэри                                                                                | ЧМ 1997 (6 место)                                |
| 1997—98 | Ульрик Шмидт      | Лассе Лаурсен    | Хансен, Брайан   | Карстен Свенсгор   | тренер: Билл Кэри                                                                                                 | ЧЕ 1997                                          |
| 1998—99 | Ульрик Шмидт      | Лассе Лаурсен    | Хансен, Брайан   | Карстен Свенсгор   | Франтс Гуфлер тренер: Билл Кэри                                                                                   | ЧДМ 1999 · ЧМ 1999 (6 место)                     |
| 1999—00 | Ульрик Шмидт      | Лассе Лаурсен    | Хансен, Брайан   | Карстен Свенсгор   | Бо Йенсен (ЧЕ), Франтс Гуфлер (ДЧМ, ЧМ) тренер: Билл Кэри                                                         | ЧЕ 1999 · ЧДМ 2000 · ЧМ 2000 (5 место)           |
| 2000—01 | Ульрик Шмидт      | Лассе Лаурсен    | Хансен, Брайан   | Карстен Свенсгор   | Франтс Гуфлер тренер: Билл Кэри                                                                                   | ЧЕ 2000                                          |
| 2001—02 | Лассе Лаурсен     | Хансен, Брайан   | Карстен Свенсгор | Франтс Гуфлер      | Ульрик Шмидт тренер: Билл Кэри                                                                                    | ЧЕ 2001 (6 место)                                |
| 2001—02 | Ульрик Шмидт      | Лассе Лаурсен    | Хансен, Брайан   | Карстен Свенсгор   | Франтс Гуфлер | ЗОИ 2002 (7 место)                               |
| 2001—02 | Ульрик Шмидт      | Лассе Лаурсен    | Карстен Свенсгор | Джоэл Островски    | | ЧДМ 2002                                         |
| 2001—02 | Ульрик Шмидт      | Лассе Лаурсен    | Карстен Свенсгор | Бо Йенсен          | Джоэл Островски тренер: Олле Брудстен                                                                             | ЧМ 2002 (5 место)                                |
| 2002—03 | Ульрик Шмидт      | Лассе Лаурсен    | Карстен Свенсгор | Джоэл Островски    | Кристиан Хансен тренеры: Билл Кэри, Tracy Choptain                                                                | ЧЕ 2002 (5 место) · ЧДМ 2003 · ЧМ 2003 (6 место) |
| 2003—04 | Ульрик Шмидт      | Лассе Лаурсен    | Карстен Свенсгор | Джоэл Островски    | Torkil Svensgaard                                                                                                 | ЧЕ 2003                                          |
| 2004—05 | Ульрик Шмидт      | Лассе Лаурсен    | Карстен Свенсгор | Джоэл Островски    | Torkil Svensgaard тренер: Avijaja Lund Järund                                                                     | ЧЕ 2004 (6 место)                                |
| 2005—06 | Ульрик Шмидт      | Лассе Лаурсен    | Карстен Свенсгор | Джоэл Островски    | Кеннет Йоргенсен (ЧЕ, ЧМ) тренер: Герт Ларсен (ЧЕ), Avijaja Lund Järund (ЧЕ), Билл Кэри (ЧМ), Tracy Choptain (ЧМ) | ЧЕ 2005 (6 место) · ЧДМ 2006 · ЧМ 2006 (8 место) |
| 2006—07 | Карстен Свенсгор  | Кеннет Йоргенсен | Миккель Поульсен | Dennis Hansen      | |                                                  |
| 2007—08 | Карстен Свенсгор  | Кеннет Йоргенсен | Миккель Поульсен | Мортен Берг Томсен | |                                                  |

(скипы выделены полужирным шрифтом)